# Brucepattersonius
Brucepattersonius — рід гризунів в межах триби Akodontini й підродини Sigmodontinae із Південної з південно-східної Південної Америки. Це наземні мешканці, і можуть мати перевагу великих висот в межах  зони дощових лісів. Кожен вид, як вважають, живе в обмеженій області. Неясно, чи всі вони різні види, оскільки багато з них відомі з небагатьох зразків.

## Історія
У 1998 році Філіп Хершковіц описав рід і чотири види з Атлантичного лісу на південному сході Бразилії, а також включив раніше описаний вид B. iheringi, який був включений в Oxymycterus і деякі інші роди раніше. Два роки потому, Марс і Браун описали три додаткові види з провінції Місьйонес, північна Аргентина, на основі в цілому трьох зразків. У 2006 році, Вілела та інші виявили, що два з видів Хершковіца були насправді ідентичні.